# Thomas Pichler (Eishockeyspieler)
Thomas Pichler (* 9. Mai 1985 in Bozen, Südtirol) ist ein ehemaliger italienischer Eishockeyspieler, der zuletzt beim SV Kaltern unter Vertrag stand. Pichler stammt aus Tramin.

## Karriere
Thomas Pichler begann seine Karriere als Eishockeyspieler in der Jugendabteilung des SV Kaltern. Im Sommer 2003 wechselte er in die dritte finnische Liga zu RoKi. Zur folgenden Saison kehrte er nach Südtirol zurück und unterschrieb einen Vertrag beim HC Pustertal aus der italienischen Serie A1. Mit dem Klub konnte er 2011 die Coppa Italia und den italienischen Vizemeistertitel erringen. Im Sommer 2011 übernahm Teppo Kivelä das Ruder beim HC Pustertal und Thomas Pichler musste seinen Platz für einen Spieler aus der HCP-Jugendabteilung räumen.
Zur Saison 2011/12 wurde Pichler von Ritten Sport verpflichtet. Ab 2012 spielte er – unterbrochen von mehreren Karrierepausen – beim SV Kaltern, für den er zuletzt in der Serie B auf dem Eis stand. Nach der Saison 2017/18 – Pichler war zuletzt Mannschaftskapitän gewesen – beendete er seine aktive Karriere.

### International
Für Italien nahm Thomas Pichler an den U18-Weltmeisterschaften der Division I 2002 und 2003 sowie den U20-Weltmeisterschaften 2004 und 2005 jeweils in der Division I teil. Mit der italienischen Herren-Auswahl spielte er lediglich bei der Weltmeisterschaft 2009 in der Division I. Zudem vertrat er seine Farben bei der Olympiaqualifikation für die Winterspiele in Vancouver 2010.

## Erfolge und Auszeichnungen
- 2003: Bronze-Medaille bei der U18-Weltmeisterschaft der Division I, Gruppe B
- 2009: Gold-Medaille bei der Weltmeisterschaft der Division I, Gruppe B
- 2011: Sieger Coppa Italia mit dem HC Pustertal
- 2011: Vizemeister der Serie A1 mit dem HC Pustertal